# Бибин, Леонид Алексеевич
Леонид Алексеевич Бибин (12 января 1930 года в Днепропетровске — 20 февраля 2020) — советский государственный деятель. Кандидат в члены ЦК КПСС в 1986—1990 годах.

## Биография
В 1951 году окончил Днепропетровский институт инженеров железнодорожного транспорта и в 1967 году Академию общественных наук при ЦК КПСС. Кандидат экономических наук (1968).
- 1951—1954 — мостовой бригадир, мостовой мастер, заместитель начальника дистанции пути Амурской железной дороги, Читинская область.
- 1954—1956 — инструктор, заведующий промышленно-транспортным отделом Сковородинского горкома КПСС, Амурская область.
- 1956—1958 — инструктор, заместитель заведующего отделом Амурского обкома КПСС.
- 1958—1963 — секретарь, второй секретарь, первый секретарь (с 1962 года) Благовещенского горкома КПСС.
- 1963—1964 — заведующий отделом Амурского обкома КПСС.
- 1964—1967 — аспирант Академии общественных наук при ЦК КПСС.
- 1967—1971 — инструктор отдела строительства ЦК КПСС.
- 1971—1973 — начальник Главного планово-экономического управления, член коллегии Министерства строительства СССР.
- 1973—1984 — заместитель, первый заместитель министра строительства СССР.
- 1984—1986 — первый заместитель председателя Госплана СССР.
- 1986—1989 — первый заместитель председателя Государственного строительного комитета СССР — министр СССР.
- 1989—1992 — торговый представитель СССР в МНР.
- 1992—1993 — торговый представитель РФ в Монголии.

Похоронен на Николо-Архангельском кладбище.

## Награды
- Благодарность Президента Российской Федерации (11 мая 2000 года) — за многолетний плодотворный труд в области строительства и в связи с 50-летием со дня образования Госстроя России[1]